# Опанасюк Олександр Петрович
Олександр Петрович Опанасюк — український композитор, музикознавець, культуролог.

## Біографія
Народився у м. Ківерці Волинської області. Навчався в Камінь-Каширській дитячій музичній школі по класу фортепіано, на теоретичному відділі Луцького державного музичного училища, композиторському факультеті Київської та Львівської консерваторій в А.Штогаренка, В.Флиса, Л.Мазепи. Консультувався у В.Сильвестрова. Працював у Радехівській і Лопатинській музичних школах (Львівська обл.), Ніжинському педагогічному інституті ім. М.Гоголя. Від 1990 — викладач, 1994 — старший викладач, 2005 — доцент Дрогобицького педагогічного університету ім. І.Франка, 2007 — доцент Львівського обласного інституту післядипломної педагогічної освіти, 2010 — докторант, 2013 — професор Національної академії керівних кадрів культури і мистецтв, 2015 — професор Київського національного університету культури і мистецтв, 2019 — професор Київського столичного університету ім. Б.Грінченка. Член Національної Спілки композиторів України від 1996 року. Кандидат мистецтвознавства (2005, спеціалізація: 17.00.01 — Теорія та історія культури). Тема кандидатської дисертації: «Структурна феноменологія і типологія форм художнього образу». Доктор мистецтвознавства (2015, спеціалізація: 26.00.01 — Теорія та історія культури). Тема докторської дисертації: «Інтенціональність у просторі культури: засади, принципи, функції». 
Коло наукових інтересів визначають мистецтвознавство, культурологія, філософія, естетика, езотерична філософія, психологія мистецтва, розвиток світової культури, структуральне буття культурних і мистецьких явищ, музичне виховання дітей.
Композиторський доробок О.Опанасюка переважно складає камерно-інструментальна, камерно-вокальна музика та твори для дітей.

## Монографії
1. Художній образ: структурна феноменологія і типологія форм: Монографія; видання 2-ге, перероблене та доповнене. Київ: Освіта України, 2021. 320 с.
2. Інтенціональність у просторі культури: мистецтвознавчий, культурологічний та філософський аспекти: Монографія; видання 3-є. Київ: Освіта України, 2020. 472 с.
3. Інтенціональність у просторі культури: мистецтвознавчий, культурологічний та філософський аспекти: Монографія. Львів: Ліга-Прес, 2013. 448 с.
4. Художній образ: структурна феноменологія і типологія форм: Монографія. Дрогобич: Коло, 2004. 236 с.

## Наукові статті
1. Опанасюк, О., Курбатова, В. «Quartetto piccolo» у контексті стильових принципів музики Валентина Сильвестрова. Актуальнi питання гуманiтарних наук. Вип. 82, том 2, 2024. С. 114–121. DOI https://doi.org/10.24919/2308-4863/82-2-16
2. Феноменологічне в музиці: онтологічний аспект. Українська музика. Збір. наук. праць. № 1 (48) (2024). С. 101–111.
3. Концептуальні принципи творчості Валентина Сильвестрова. Мистецтвознавчі записки: Збір. наук. праць. Вип. 44. Київ: Міленіум, 2023. С. 101‒106.
4. Ставропігійські філософські студії. Українська музична енциклопедія / Голов. ред. Г. Скрипник, заст. голов. ред. А. Калениченко, відповід. секретар Г. Степанченко. Київ: ІМФЕ, 2023. Том. 6. С. 543–544.
5. Musikalische Rhetorik und Kultur: semantische Aspekte, Paradigmenwechsel in der Kultur der ukunft. Die Synergie der Kultur in der Entwicklung des spirituellen Potenzials des Einzelnen. AV Akademikerverlag, 2022. P. 4‒32.
6. Opanasiuk, O., Shyp, S., & Oleksiuk, O. (2021). Impressionism in the context of procedural nature of existence of European culture. Amazonia Investiga, 10(48), 26–33. https://doi.org/10.34069/AI/2021.48.12.3
7. Модернізм і постмодернізм: об’єктивація змісту явищ (культурологічний аспект). Часопис Національної музичної академії ім. П. І. Чайковського. Київ: НМАУ, 2021. № 3–4. С. 99–118.
8. Идентификация, или Современная музыкальная культура в контексте полисмысловых акцентуаций. Norwegian Journal of development of the International Science. 2021. № 54. VOL. 3. С. 3–11.
9. «Тихі пісні» Валентина Сильвестрова: принципи культурно-інтенціональних акцентуацій. Україна. Європа. Світ. Історія та імена в культурно-мистецьких рефлексіях. Тези доповідей Четвертої міжнародної науково-практичної конференції. Київ. 5–7 листопада 2020 року. Київ : НМАУ, 2020. С. 138–142.
10. Про розрізнення змістової конфігурації та структуру інтенціональності. Вісник Національної академії керівних кадрів культури і мистецтв : наук. журнал. Київ : Ідея-Принт, 2020. № 1. С. 39‒44.
11. Концепція інтенціоналізму культури і мистецтва – нова перспектива в аналізі й дослідженні культурно-художніх явищ XX – початку XXI століть. Культурні та мистецькі студії XXI століття: науково-практичне партнерство: матеріали міжнародного симпозіуму, 6 червня 2019 р. Міністерство культури України; Національна академія керівних кадрів культури і мистецтв. – Київ : НАКККіМ, 2019. – С. 231–233.
12. Інтенціонально-культурологічні аспекти стилю tintinnabuli й творчості Арво Пярта. Вісник Київського національного університету культури і мистецтв. Серія: Музичне мистецтво : наук. зб. Вип. 2. – Київ : КНУКіМ, 2018. – С. 12–26.
13. Суть музичного: до визначення фундаментальних підоснов музики, езотеричний контекст. Українське мистецтвознавство : матеріали, дослідження, рецензії. Зб. наук. праць. Вип. 18 / [голов. ред. Г. Скрипник] ; НАН України, ІМФЕ ім. М. Т. Рильського. – К., 2018. – С. 6–18.
14. Позамузичні чинники в онтології історії музики: історичний та метаісторичний вимір. Українське мистецтвознавство : матеріали, дослідження. рецензії. Зб. наук. праць. Вип. 17 / [голов. ред. Г. Скрипник] ; НАН України, ІМФЕ ім. М. Т. Рильського. – Київ, 2017. – С. 19–34.
15. Романтична та інтенціональна форми мистецтва: метаісторичний зріз, культурна ідентифікація. Path of Science. International Electronic Scientific Journal. 2017. Vol. 3, No 5. – С. 5.1–5.13 [Електронний ресурс]. – Режим доступу: http://dx.doi.org/10.22178/pos.22-5
16. Культурологічне музикознавство: реалії та перспективи розвитку музикознавчої науки. Трансформаційні процеси в мистецькій освіті та культурі України XXI століття: Зб. матеріалів наук.-творч. конф., Одеса, Київ, Варшава, 25-26 квітня 2017 р. – Київ : НАКККіМ, 2017. – С. 31–34.
17. Історія музики XX – початку XXI століть в контексті концепції інтенціоналізму культури і мистецтва. Проблеми мистецької освіти: збірник науково-методичних статей / за ред. Ю. Ф. Дворніка та О. В. Коваль. – Вип. 11. – Ніжин : НДУ ім. М. Гоголя, 2017. – С. 112–116.
18. Метаісторичні підвалини періодизації історії світової музичної культури. Path of Science. International Electronic Scientific Journal. 2017. Vol. 3, No 2. – С. 2.16–2.30 [Електронний ресурс]. – Режим доступу: http://dx.doi.org/10.22178/pos.19-7
19. Доба Мессіана лише тільки починається. Українське музикознавство : наук.-метод. зб. — Вип. 41 / Упор. М. Д. Копиця, Б. М. Шабетнік. — Київ : НМАУ, 2015. — С. 222–240.
20. Ставропігійські філософські студії: концепт-аналіз інтенцій проекту. Вісник Прикарпатського університету. Мистецтвознавство. – Івано-Франківськ, 2015. – Вип. 32. – С. 157–163.
21. «Техніка моєї музичної мови» Олів’є Мессіана в контексті інтенції зачарованості «неможливостями». Міжнародний вісник: культурологія, філологія, музикознавство. — Київ : Міленіум, 2015. — Вип. ІІ (5). — С. 120–127.
22. Що бентежить Провіденціальні Сили в діалозі культур // Мистецька освіта в культурному просторі України XXI століття: Зб. матеріалів Міжн. наук.-творч. конф., Київ, Одеса, 28-30 квітня 2015 р. — Київ : НАКККіМ, 2015. — С. 233–235.
23. Інтенціональний стиль як художній феномен заключного періоду становлення Європейської культури // Мистецтвознавчі записки: Збір. наук. праць. — Вип. 27. — Київ : Міленіум, 2015. — С. 217–228.
24. Інтенціонально-стильовий вимір європейської та української музичної культури кінця XIX — початку XXI століть // Синергетична парадигма простору культури: монографія / Наук.-ред. колегія: В. Д. Шульгіна (наук. ред.), І. В. Кузнєцова (наук. ред, від. за вип.), О. Яковлев (упоряд.): — Київ : НАКККіМ, 2014. — С. 131–176.
25. Інтенціональність у просторі культури: засади, принципи, функції : автореферат дисертації на здобуття наукового ступеня доктора мистецтвознавства : спеціальність 26.00.01 «Теорія та історія культури». — Київ : НАКККіМ, 2014. — 31 с.
26. К определению интенционального стиля искусства // Обсерватория культуры. — Москва : ФБГУ, Российская государственная библиотека, 2014. — № 3. — С. 4–10.
27. Современная культура в контексте метаисторического бытия // Обсерватория культуры. — Москва : ФБГУ, Российская государственная библиотека, 2014. — № 2. — С. 4–10.
28. Кич как явление интенциональной культуры: негативный аспект // Вопросы культурологи. — Москва : Панорама. — 2014. — № 2. — С. 71–74.
29. Культура и искусство в контексте актуальных позиций современности // Культура : открытый формат — 2013 (библиотековедение, библиографоведение и книговедение, искусствоведение, культурология, музееведение, социокультурная деятельность) : сб. науч. ст. — Минск : БГУКИ, 2013. — С. 88–93.
30. Интенционально-коннотативные смыслы и культура // Научаная дискуссия: вопросы филологии, искусствоведения и культурологии: материалы VIII международной заочной научно-практической конференции. Часть І (05 февраля 2013 г.). — Москва : Издательство Международный центр науки и образования, 2013. — С. 155–160.
31. На пути к интегральной культурологии: структурно-динамическая метапарадигма культуры // Научаная дискуссия: вопросы филологии, искусствоведения и культурологии: материалы XI международной заочной научно-практической конференции. Часть І (30.04.2013 г.). — Москва : Издательство Международный центр науки и образования, 2013. — С. 79–84.
32. Space as a subject of culture (Пространство культуры как объект) // European Applied Sciences. — Stuttgart, 2013. — № 5. — P. 54–55.
33. О характерных особенностях бытия современной культуры // Традиционная и современная культура: история, актуальное положение, перспективы : материалы III Международной заочной научно-практической конференции. — Прага : Vědeckovyda-vatelské centrum «Sociosféra-CZ», 2013. — С. 186–190.
34. Интенциональность и структурные параметры тетрактиды: культурологический аспект // Обсерватория культуры. — М. : ФБГУ, Российская государственная библиотека, 2013. — № 5. — С. 5–10.
35. Культурологічний вимір сучасної музики // Вісник Харківської державної академії дизайну і мистецтв: зб. наук. пр. — Харків : ХДАДМ, 2012. — 166 с. — (Мистецтвознавство: № 3). — С. 116–121.
36. Провідні поняття постмодернізму у світлі інтенціоналізму // Актуальні проблеми історії, теорії та практики художньої культури: [збір. наук. праць; вип. 28]. — Київ : Міленіум, 2012. — С. 226–235.
37. Культурологічні та онтологічні аспекти музикотерапії // Ставропігійські філософські студії. Збірник наукових праць з музикознавства, психології та педагогіки. Вип. 6. — Львів : Ставропігіон, 2012. — С. 34–51.
38. Кінець стилю чи інтенціоналізм? (До питання характеристики інтенціонального стилю // Наукові записки Тернопільського національного педагогічного університету ім. В. Гнатюка. Серія: Мистецтвознавство. – Тернопіль : Вид-во ТНПУ ім. В. Гнатюка, 2012. – № 1. – С. 109–117.
39. До питання визначення інтенціонально-конотативних смислів // Вісник ДАКККіМ. Вип. 2. — Київ : Міленіум, 2012. — С. 134–139.
40. До визначення інтенціонально-конотативних смислів // Музичне мистецтво і культура: науковий вісник; зб. наук. праць. — Одеса : Астропринт, 2012. — Вип. 15. — С. 45–58.
41. Принципи експлікації інтенціонально-конотативних смислів в сучасній музиці: на основі камерно-інструментальних творів О. Щетинського // Мистецтвознавчі записки: Збір. наук. праць. — Вип. 22. — Київ : Міленіум, 2012. — С. 26–36.
42. Про інтенціонально-аналітичну методологію аналізу музичної культури // Актуальні проблеми історії, теорії та практики художньої культури: [збір. наук. праць; вип. 29]. — Київ : Міленіум, 2012. — С. 350–358.
43. До питання стильової структуризації європейської музики XX — початку XXI століть // Мистецтвознавчі записки: Збір. наук. праць. — Вип. 19. — Київ : Міленіум, 2011. — С. 35–44.
44. Лозунг Е. Гуссерля «Назад, до предметів» як відображення інтенціонального вектора в процесуальному бутті культури // Культура і сучасність: альманах. — Київ : Міленіум, 2011. — № 1. — С. 178–184.
45. Стильова динаміка та особливості розвитку української музики XX — початку XXI століть // Актуальні проблеми історії, теорії та практики художньої культури: [збір. наук. праць; вип. 26]. — Київ : Міленіум, 2011. — С. 209–219.
46. Кітч і культура // Вісник ДАКККіМ. Вип. 2. — Київ : Міленіум, 2011. — С. 86–92.
47. Лозунг Е.Гуссерля «Назад, до предметів» як відображення інтенціонального вектора в процесуальному бутті культури // Ставропігійські філософські студії. Збірник наукових праць з музикознавства, психології, педагогіки та філософії освіти. Вип. 5. — Львів : Ставропігіон, 2011. — С. 16–30.
48. «Дочекатися музики» В. Сильвестрова: інтенціональний зріз // Мистецтвознавчі записки: Збір. наук. праць. — Вип. 20. — Київ : Міленіум, 2011. — С. 38–47.
49. Модернізм і постмодернізм в контексті інтенціональної рефлексії // Актуальні проблеми історії, теорії та практики художньої культури: [збір. наук. праць; вип. 27]. — Київ : Міленіум, 2011. — С. 24–33.
50. Модернізм, постмодернізм, інтенціоналізм та вібраційні хвилі у просторі культури // Культура і сучасність: альманах. — Київ : Міленіум, 2011. — № 2. — С. 200–206.
51. Сучасна музика і духовна естетика // Мистецтвознавчі записки: Збір. наук. праць. — Вип. 17. — Київ : Міленіум, 2010. — С. 17–26.
52. Творчість та інтенціональність: структурні параметри // Актуальні філософські та культурологічні проблеми сучасності. Вип. 25. — Київ : КНЛУ, 2010. — С. 71–79.
53. Інтенціональна рефлексія у просторі культури: історичний та метаісторичний аспекти // Актуальні проблеми історії, теорії та практики художньої культури: [збір. наук. праць; вип. 25]. — Київ : Міленіум, 2010. — С. 194–202.
54. Структурно-смислові аспекти феноменології творчості // Актуальні проблеми історії, теорії та практики художньої культури: [збір. наук. праць; вип. 24]. — Київ : Міленіум, 2010. — С. 164–171.
55. Пилип Мотуляк: штрихи до творчого портрету митця // Ой по горі вітер віє: Збірник українських народних пісень з Буковини в записах Пилипа Мотуляка. — Луцьк : ВАТ «Волинська обласна друкарня», 2009. — С. 103–105.
56. Передмова // Ставропігійські філософські студії. Збірник наукових праць з філософії, психології, мистецтвознавства, культурології, педагогіки та філософії освіти. Вип. 3. — Львів : Ставропігіон, 2009. — С. 5–8.
57. Про пізнання в музичному мистецтві (уточнений і доповнений варіант статті) // Ставропігійські філософські студії. Збірник наукових праць з філософії, психології, мистецтвознавства, культурології, педагогіки та філософії освіти. Вип. 3. — Львів : Ставропігіон, 2009. — С. 56–81.
58. Інтенціональність в контексті структурних параметрів тетрактиди // Актуальні філософські та культурологічні проблеми сучасності. Вип. 24. — Київ : Видавничий центр КНЛУ, 2009. — С. 118–125.
59. До питання визначення характерних рис культурного простору сучасності // Культурно-мистецьке середовище: творчість та технології: Зб. матеріалів Третьої міжнародної науково-практичної конференції 11-12 листопада 2009 р. — Київ : ДАКККіМ, 2009. — С. 69–70.
60. До питання визначення оптимальних закономірностей структурального буття культур // Українське мистецтвознавство. Вип. 9. — Київ : ІМФЕ, 2009. — С. 312–318.
61. Онтологічні аспекти структури художнього образу // Ставропігійські філософські студії. Збірник наукових праць з філософії, психології, мистецтвознавства, культурології, педагогіки та філософії освіти. Вип. 1. — Львів : Ставропігіон, 2008. — С. 49–62.
62. Передмова (співавтор Онищенко В. Д.) // Ставропігійські філософські студії. Збірник наукових праць з філософії, психології, мистецтвознавства, культурології, педагогіки та філософії освіти. Вип. 1. — Львів : Ставропігіон, 2008. — С. 5–10.
63. Структуральне буття культур: історичний, метаісторичний та езотеричний аспекти // Ставропігійські філософські студії. Збірник наукових праць з філософії, психології, мистецтвознавства, культурології, педагогіки та філософії освіти. Вип. 2. Львів : Ставропігіон, 2008. — С. 46–65.
64. Передмова // Ставропігійські філософські студії. Збірник наукових праць з філософії, психології, мистецтвознавства, культурології, педагогіки та філософії освіти. Вип. 2. — Львів : Ставропігіон, 2008. — С. 5–6.
65. Про пізнання в музичному мистецтві // Актуальні філософські та культурологічні проблеми сучасності. Вип. 22. — Київ : КНЛУ, 2008. — С. 346–361.
66. Творчість і феноменологічне: структурні параметри. Езотеричні експлікації // Науковий вісник університету «Львівський Ставропігіон». Серія психолого-педагогічна. Вип. 3. — Львів : УЛС, 2007. — С. 167–179.
67. Про універсальні стилі в музичному мистецтві // Музикознавчі студії Інституту мистецтв Волинського державного університету ім. Л.Українки та Національної музичної академії ім. П.Чайковського: Зб. наук. праць. Вип. 1. — Київ-Луцьк : РВВ «Вежа», 2007. — С. 34–49.
68. Онтологічні аспекти структури художнього образу // Актуальні філософські та культурологічні проблеми сучасності. Вип. 19. — Київ : КНЛУ, 2007. — С. 214–222.
69. Про інтенціональний стиль в музичному мистецтві. На матеріалі Другої сонати для фортепіано В.Сильвестрова // Київське музикознавство. Вип. 25. — Київ, 2007. — С. 66–76.
70. До питання визначення художнього образу // Київське музикознавство. Вип. 20. — Київ, 2006. — С. 12–21.
71. Про універсальні стилі в музичному мистецтві // Мистецтвознавчі записки: Зб. наук. праць. Вип. 10. — Київ : Міленіум, 2006. — С. 27–35.
72. Структурна феноменологія і типологія форм художнього образу : автореферат дисертації на здобуття наукового ступеня кандидата мистецтвознавства : спеціальність 17.00.01 «Теорія та історія культури». — Київ : НМАУ, 2005. — 20 с.
73. Творчість В. Сильвестрова в контексті інтенціональної форми художнього образу // Українське мистецтвознавство. Вип. 5. — Київ : ІМФЕ, 2004. — С. 76–81.
74. Динаміка співвідношень стильового і астильового початків у смисловій структурі стильового явища // Стиль музичної творчості: естетика, теорія, виконавство. Збірка статей (Науковий вісник НМАУ. Вип. 37). — Київ : НМА, 2004. — С. 30–36.
75. Середовище творить нас // Педагогічна думка, № 1-2. — Львів : ЛОІППО, 2003. — С. 96–99.
76. Про перспективу формули Б.Асаф'єва i:m:t // Київське музикознавство. Вип. 11. — Київ, 2003. — С. 78–89.
77. Смислова аура інтенціональної форми // Миколі Колессі — у сторічний ювілей. — Дрогобич, 2003. — С. 115–120.
78. Філософсько-естетичні аспекти музичної онтології // Київське музикознавство. Вип. 6. — Київ, 2001. — С. 272–290.
79. До питання типології основних форм художнього образу // Актуальні проблеми історії, теорії та практики художньої культури: вип. 7: Збір. наук. праць в двох частинах. Ч. 2. — Київ, 2001. — С. 102–113.
80. Проблеми духовності в сучасній музиці // Духовність і художньо-естетична культура. Т. 17. — Київ, 2000. — С. 450–457.
81. Невідомий Володимир Івасюк (з додатком фортепіанної п'єси «Фантастичний танець») // Музика, 1999, № 2. — С. 16–19.
82. Відомий і невідомий Володимир Івасюк (з додатком фортепіанної п'єси «Осіння картина») // Мистецтво і освіта, 1999, № 4. — С. 30–31.
83. Сутність художнього образу та його естетичні аспекти // Людина і гуманістична природа віри. — Дрогобич, 1998. — С. 220–231.

## Науково-методичні праці
1. Принципи та модулі творчих завдань із музичного мистецтва // Мистецтво в школі, 2010, № 6. — Харків : Основа. — С. 2–4.
2. Культурологічні та методологічні особливості предмета «Художня культура» // Педагогічна думка, 2009, № 2. — Львів : ЛОІППО. — С. 8–11.
3. Культурологічні та методологічні особливості предмета «Художня культура» // Мистецтво в школі, 2009, № 8. — Харків : Основа. — С. 2–5.
4. Музика серйозна, популярна та наше середовище // Мистецтво в школі, 2009, № 9. — Харків : Основа. — С. 2–5.
5. Музична творчість школярів: проблеми та перспектива розвитку методики // Мистецтво в школі, 2009, № 10. — Харків : Основа. — С. 2–7.
6. Музична творчість школярів: проблеми та перспектива розвитку методики (З додатками таблиць творчих завдань) // Педагогічна думка, 2009, № 4. — Львів : ЛОІППО. — С. 45–64.
7. Глибинна психологія в контексті езотеричної філософії та мистецтва. План-проспект майстер-класу з глибинної психології // Міжнародна навчальна програма з глибинної психології: методичні рекомендації. За ред. Я.Кміта, І.Рацина. — Львів : Ставропігіон, 2009. — С. 58–61.
8. Дзвони колядки // Мистецтво в школі, 2009, № 12. — Харків : Основа. — С. 19–21.
9. Розвиток творчих здібностей учнів ЗОШ на уроках музичного мистецтва: Методичний посібник. — Львів : ЛОІППО, 2008. — 32 с.
10. Історія зарубіжної музики XIX століття: хрестоматія. Ч. 1. Вступна стаття, упорядкування, примітки. — Дрогобич : Вимір, 2007. — 96 с.
11. Історія зарубіжної музики XIX століття: хрестоматія. Ч. 2. Упорядкування, примітки. — Дрогобич : Вимір, 2007. — 96 с.
12. Історія зарубіжної музики. Програма навчальної дисципліни для підготовки фахівців освітньо-кваліфікаційного рівня «Бакалавр» спеціальності «ПМСО. Музика». — Львів, 2006. — 92 с. Гриф МОН України.
13. Дитяча музична творчість. Програма навчальної дисципліни для підготовки фахівців освітньо-кваліфікаційного рівня «Спеціаліст» спеціальності «ПМСО. Музика». — Львів, 2006. — 16 с. Гриф МОН України.
14. Основи композиції. Програма навчальної дисципліни для підготовки фахівців освітньо-кваліфікаційного рівня «Магістр» спеціальності «ПМСО. Музика». — Львів, 2006. — 18 с. Гриф МОН України.
15. Про конкурс підручників з музичного мистецтва // Педагогічна думка, № 3. — Львів : ЛОІППО, 2006. — С. 75–78.
16. Культура і психологія. Програма навчальної дисципліни для підготовки фахівців освітньо-кваліфікаційного рівня «Спеціаліст» спеціальності «Прикладний психоаналіз». — Львів, 2006. — 22 с.
17. Музика. Посібник для учнів 1 класу загальноосвітньої школи (у співавторстві). — Львів : Богема, 2004. — 64 с. Гриф МОН України.
18. Про необхідність впровадження спеціалізованих дисциплін у навчальний процес на музпедфакультеті (співавтор Славич А. В.) // Шляхи вдосконалення художньо-естетичної освіти учнівської молоді в умовах відродження національної культури. Тези доповідей республіканської науково-практичної конференції. — К., 1992. — С. 142–144.
19. Навчальний процес і система програмових мінімумів // Совершенствование форм и методов обучения на музыкально-педагогических факультетах: материалы республиканской научно-методической конференции. — Мелитополь, 1991. — С. 18–20.
20. Мелодичний і гармонічний види музичного слуху та їх місце в курсі сольфеджіо // Шляхи вдосконалення професійно-педагогічної підготовки вчителя в умовах перебудови вищої школи. Тези доповідей республіканської науково-практичної конференції. — Ніжин, 1990. — С. 79–80.

## Публіцистика
1. П'ятий ювілейний випуск Ставропігійських філософських студій // Пульс Ставропігії, № 8 (14), серпень 2011 року.

1. Вагомі здобутки «Ставропігійських філософських студій» // Пульс Ставропігії, 2010, № 6 (25 грудня).
2. Мистецькі зустрічі з Михайлом Степаненком // Галицька зоря, 2001, 20 березня.
3. Струни душі нашої // Галицька зоря, 1999, 17 лютого.
4. Перше знайомство з К. Регамеєм // Галицька зоря, 1995, 3 квітня.
5. Жити в істині / До 270-річчя з дня народження Г. Сковороди // Галицька зоря, 1992, 3 грудня.

## Опубліковані музичні твори
1. П'єси для фортепіано. 2-ге видання, виправлене. Київ: Освіта України, 2024. 28 с.
2. Твори для дитячого хору. Київ: Освіта України, 2023. 24 с.
3. Люди, як птахи – для дитячого хору, ударних і фортепіано, вірші В’ячеслава Умнова. Київ: Освіта України, 2020. 8 с.
4. Соната № 3 для фортепіано. Львів-Дрогобич: Вимір, 2001. 16 с.
5. Петриненко Т. Україна / Аранжування для дитячого (мішаного) хору і фортепіано О.Опанасюка. Дрогобич: Вимір, 2001. 12 с.
6. П'ять легких п'єс для фортепіано. Дрогобич: Вимір, 1999. 12 с.
7. Твоє багатство – Сім п'єс для дитячого хору, ударних і фортепіано. Вірші Н. Великої, В. Умнова, М. Белея, А. Малишка, Й. Фиштика. Дрогобич: Вимір, 1998. 28 с.
8. П'єси для фортепіано. Львів-Дрогобич: Вимір, 1998. 28 с.
9. Твори для голосу і фортепіано. Львів-Дрогобич: Вимір, 1998. 36 с.
10. Три п'єси Володимира Івасюка для фортепіано. Творча редакція Олександра Опанасюка. Дрогобич: Вимір, 1998. 16 с.
11. Cing Morceaux Simples pour piano. Paris: E.M.R. Classik International, 1998. 10 p.

## Статті про творчість О.Опанасюка
1. Шульгіна В. Д., Яковлєв О. В. Смислові засади концепції інтенціоналізму культури і мистецтва Олександра Опанасюка // Українське мистецтвознавство: матеріали, дослідження, рецензії. Зб. наук. праць. Вип. 18 / [голов. ред. Г. Скрипник] ; НАН України, ІМФЕ ім. М. Т. Рильського. Київ, 2018. С. 271–275.
2. Шульгіна В. Д. Рецензія на 2-ге видання монографії Олександра Опанасюка «Інтенціональність у просторі культури: мистецтвознавчий, культурологічний та філософський аспекти» // Вісник Національної академії керівних кадрів культури і мистецтв: наук. журнал. Київ: Міленіум, 2018. № 2. С. 345.
3. Грабовський В., Фільц Б. Опанасюк Олександр Петрович // Українська музична енциклопедія / Гол. редактор Г. Скрипник. Київ: ІМФЕ, 2016. Том 4. С. 427–428.
4. Берегова О. М. Рецензія на монографію О. П. Опанасюка «Інтенціональність у просторі культури: мистецтвознавчий, культурологічний та мистецтвознавчий аспекти» / О. М. Берегова // Вісник Національної академії керівних кадрів культури і мистецтв. Київ: Міленіум, 2014. Вип. 1. С. 244–245.
5. Кушнірук О. П. Жанрові та стильові особливості Третьої фортепіанної сонати Олександра Опанасюка // Ставропігійські філософські студії. Збірник наукових праць з філософії, психології, мистецтвознавства, культурології, педагогіки та філософії освіти. Вип. 3. Львів: Ставропігіон, 2009. С. 216–229.
6. Кушнірук О. П. Жанрові та стильові особливості Третьої фортепіанної сонати Олександра Опанасюка // Київське музикознавство. Вип. 32. Київ, 2009.
7. Грабовський В. Творчий неспокій композитора О. Опанасюка // Галицька зоря, 2001. 25 грудня.
8. Ткаченко О. В. Вступна стаття до збірника творів для дитячого хору О. Опанасюка «Твоє багатство». Дрогобич: Вимір, 1998.С. 3.
9. Фрайт О. В. Фортепіанні альбоми та цикли українських композиторів для дітей: історія і сучасність. Дрогобич: ДДПУ, 2010. С. 62–66.
10. Фрайт О. В. Колискова біля витоків духовності: На матеріалі «П'яти легких п'єс для фортепіано» О. Опанасюка // Бойки: Дрогобич, 2002 С. 296–299.
11. Швець Н. В. Духовні константи Олександра Опанасюка // Музика, 1999, № 1–2. С. 6–7.
12. Швець Н. В. Вступна стаття до збірника О. Опанасюка «П'єси для фортепіано». Львів-Дрогобич: Вимір, 1998. С. 3–4.
13. Швець Н. В. Вступна стаття до збірника О. Опанасюка «Твори для голосу і фортепіано». Львів-Дрогобич: Вимір, 1998. С. 3–4.

## Основні музичні твори

### Для симфонічного оркестру
- «Драматична поема» (1989).

### Для струнного оркестру
- Речитатив (1978);
- Елегія і Постлюдія (1985).

### Для мішаного хору
- «Вечірня година», вірші Лесі Українки (1975/1987);
- Кантата «Голос з-за 200 літ», вірші Івана Драча (1978);
- «Дифірамб для небес», вірші Григорія Чупринки (1992);
- Кантата «Освідчення», вірші Івана Драча (1998).

### Для фортепіано
- Сонати: № 1 (1980); № 2 (1984); № 3 («Осіння», 1988/1998);
- П'єси: Два драматичні речитативи (1978/1994); Елегія і Постлюдія (1982–1985); П'ять легких п'єс (1984–1994); Диптих (1997); «Весняна ідилія» (2002). «Галицькі ментації» (2003–2007/2010).

### Для голосу і фортепіано
- Вокальні цикли: № 1, вірші Федеріко Гарсії Лорки (1977/1981); № 2, вірші Федора Тютчева (1979/1989); № 3, вірші Осипа Мандельштама (1979/1989); № 4, вірші Райнера Рільке, Поля Верлена, Хайнца Калау (1982/1991); № 5, вірші Вільяма Шекспіра (1982).
- П'єси: Три українські народні колискові пісні (1978–1984); «Осінні сутінки», вірші Леоніда Первомайського (1993/1998); «Леліяльна пісня», вірші народні (1990); Дві українські народні пісні (1996); Дві пісні на вірші Олеся Завалія та Григорія Чупринки (2004/2009).

### Для дитячого хору
- «Твоє багатство» — сім п'єс для дитячого хору в супроводі фортепіано та ударних інструментів. Вірші Н. Великої, В. Умнова, М. Белея, А. Малишка, Й. Фиштика (1998);
- «Світ в мені» — для дитячого хору в супроводі фортепіано. Вірші О. Олеся (2001);
- «Люди, як птахи» — для дитячого хору, фортепіано та ударних інструментів. Вірші В. Умнова (2003);
- «Дивна сопілка» — сценічна кантата на народний текст для дитячого хору, фортепіано та ударних інструментів (2003/2009);
- Твори для дитячого хору (2023).

### Аранжування, творчі редакції
- Три п'єси Володимира Івасюка для фортепіано. Творча редакція (1996);
- Тарас Петриненко. Україна. Аранжування для дитячого (мішаного) хору і фортепіано (2001).